# Československá hokejová reprezentace do 19 let
Československá hokejová reprezentace do 19 let byla výběrem nejlepších československých hráčů ledního hokeje v této věkové kategorii. Od roku 1968 se účastnilo na Mistrovství Evropy juniorů v ledním hokeji kde zvítězila. Největším úspěchem jsou 5 zlatých medailí z Mistrovství Evropy juniorů v ledním hokeji 1968,1979,1988,1991 a 1992. Nejhorší umístění je 4. místo v roce 1974,1976 a 1978.

## Účast namistrovství Evropy
| ME      | Místo konání                                                  | Umístění |
| ------- | ------------------------------------------------------------- | -------- |
| ME 1968 | Finsko (Tampere)                                              | . místo  |
| ME 1969 | Německo (Garmisch-Partenkirchen, Füssen, Bad Tölz)            | . místo  |
| ME 1970 | Švýcarsko (Ženeva)                                            | . místo  |
| ME 1971 | Československo (Prešov)                                       | . místo  |
| ME 1972 | Švédsko (Boden, Luleå, Skellefteå)                            | . místo  |
| ME 1973 | Sovětský svaz (Leningrad)                                     | . místo  |
| ME 1974 | Švýcarsko (Herisau)                                           | 4. místo |
| ME 1975 | Francie (Grenoble, Gap)                                       | . místo  |
| ME 1976 | Československo (Opava, Kopřivnice)                            | 4. místo |
| ME 1977 | Německo (Bremerhaven)                                         | . místo  |
| ME 1978 | Finsko (Helsinky, Vantaa)                                     | 4. místo |
| ME 1979 | Polsko (Katovice, Tychy)                                      | . místo  |
| ME 1980 | Československo (Hradec Králové, Pardubice)                    | . místo  |
| ME 1981 | Sovětský svaz (Minsk)                                         | . místo  |
| ME 1982 | Švédsko (Tyringe, Angelholm)                                  | . místo  |
| ME 1983 | Norsko (Oslo, Sarpsborg, Fredrikstad)                         | . místo  |
| ME 1984 | Německo (Rosenheim, Garmisch-Partenkirchen, Bad Tölz, Füssen) | . místo  |
| ME 1985 | Francie (Anglet)                                              | . místo  |
| ME 1986 | Německo (Düsseldorf, Krefeld, Ratingen)                       | . místo  |
| ME 1987 | Finsko (Tampere, Kouvola, Hämeenlinna)                        | . místo  |
| ME 1988 | Československo (Olomouc, Přerov, Vsetín, Frýdek-Místek)       | . místo  |
| ME 1989 | Sovětský svaz (Kyjev)                                         | . místo  |
| ME 1990 | Švédsko (Skellefteå, Örnsköldsvik, Husum)                     | . místo  |
| ME 1991 | Československo (Prešov, Spišská Nová Ves)                     | . místo  |
| ME 1992 | Norsko (Lillehammer, Hamar)                                   | . místo  |